# Pedro Leitão
Dom Pedro Leitão (Beja, 1519 - Salvador, outubro de 1573) foi um prelado português, o segundo bispo de São Salvador da Bahia de Todos os Santos.
Foi nomeado bispo em 23 de março de 1558, tendo seu nome confirmado em fevereiro de 1559, quando foi consagrado pelo Arcebispo Dom Fernando de Menezes Coutinho e Vasconcellos. Instalou-se na diocese em 9 de dezembro de 1559. José de Anchieta foi ordenado padre por Dom Pedro Leitão, em 1566. Durante sua prelazia, teve grande e bom contato com os índios. Assinou em 30 de julho de 1566, com o Governador Mem de Sá e o Ouvidor Dr. Brás Fragoso, uma junta em defesa dos índios, contra os abusos dos brancos e dando maior apoio aos aldeamentos instaurados pelos jesuítas. Esteve na fundação da cidade de São Sebastião, com Mem de Sá e Estácio de Sá, onde fundou a Igreja de São Sebastião, no Morro do Castelo. Realizou o primeiro sínodo em terras brasileiras.